# Viktor An
Viktor An (rusky Виктор Ан, korejsky 안현수, An Hjon-su; * 23. listopadu 1985 Soul) je jihokorejský závodník v short tracku, který od roku 2011 reprezentuje Rusko.
V roce 2002 vyhrál na mistrovství světa juniorů v short tracku víceboj, na seniorském mistrovství světa v short tracku ve stejném roce byl druhý ve víceboji, na 1000 m a 3000 m a byl členem vítězné štafety, na olympiádě 2002 skončil čtvrtý ve finále na 1000 m. Během kariéry získal na mistrovství světa dvacet zlatých, deset stříbrných a čtyři bronzové medaile, dvakrát vyhrál s jihokorejským týmem mistrovství světa družstev v short tracku, na Univerziádě 2005 získal tři zlaté, má také šest zlatých a jednu stříbrnou medaili z Asijských zimních her. Je nejúspěšnějším shorttrackařem v olympijské historii: získal šest zlatých a dvě bronzové medaile, stal se také prvním, kdo vyhrál v tomto sportu všechny olympijské disciplíny. Na olympiádě 2006 byl se ziskem tří zlatých a jedné bronzové medaile nejlepším sportovcem her.
Před olympiádou v roce 2010 byl zraněný a nedostal se do jihokorejské nominace. Následoval Anův spor s vedením jihokorejského svazu, který vyústil v jeho rozhodnutí reprezentovat jinou zemi. Původně usiloval o americké občanství, ale v roce 2011 dostal výhodnou nabídku od Rusů, aby posílil jejich tým před domácí olympiádou v Soči. Přijal také ruské jméno Viktor na počest zpěváka Viktora Coje. V Soči vyhrál závody na 500 m, 1000 m a štafetu, byl třetí na 1500 m, při svém návratu překvapil silovým pojetím, které využil na sprinterských tratích, kde se mu předtím dařilo méně. Stal se prvním zimním olympionikem, který získal zlato v barvách dvou různých zemí a jako první mužský sportovec získal pro samostatné Rusko na zimní olympiádě tři zlaté medaile. Po hrách mu byl udělen Řád Za zásluhy o vlast. Vybojoval pro Rusko také pět zlatých medailí na mistrovství Evropy v short tracku 2014 v Drážďanech.
Žije v petrohradském mrakodrapu Kníže Alexandr Něvský s manželkou U Na-ri a dcerou Jane (* 2015).